# Палач-бастард
«Пала́ч-баста́рд», или «Палач» (англ. The Bastard Executioner) — телесериал телеканала FX, разработанный Куртом Саттером. Премьера шоу состоялась 15 сентября 2015 года.
18 ноября 2015 года FX закрыл сериал после первого сезона из-за низких рейтингов.

## Сюжет
Начало XIV века. Рыцарь в армии короля Эдуарда I, сломленный ужасами войны, даёт обет никогда больше не браться за оружие. Но когда насилие и несправедливость находят его снова, он вынужден взять в руки самый кровавый меч из всех: меч палача. Также ему приходится иметь дело с последствиями валлийского восстания Мадога ап Лливелина.

## В ролях

### Основной состав
- Ли Джонс — Уилкин Браттл / Гавейн Мэддокс
- Стивен Мойер — камергер Майлус Корбетт
- Флора Спенсер-Лонгхёрст — баронесса Лоури Аберффрау Вентрис
- Курт Саттер — Людвиг фон Зеттель / «Тёмный Немой»
- Сэм Спруэлл — Торан Причард
- Кэти Сагал — Аннора из Ольховника
- Даррен Эванс — Эш и Гоэдвиг
- Дэнни Сапани — мавр
- Тимоти В. Мёрфи — отец Раскин
- Сара Уайт — Изабель Киффин
- Сара Суини — Джессами Мэддокс
- Итан Гриффитс — Лука Мэддокс
- Элен Риз — Петра Браттл

### Второстепенный состав
- Кайл Рис — Кало Кейн
- Ричард Брейк — Эдвин Прайс
- Эд Ширан — сир Кормак
- Мартин Маккан — Рэндольф Корбетт
- Алун Раглан — Джонас Собиратель
- Алек Ньюман — Леон Телл
- Росс О’Хеннесси — Лок
- Тим Макдоннелл — Хаксли
- Джеймс Руссо — Денли
- Скробиус Пип — писец

Специально приглашённые актёры
- Брайан Ф. О’Бирн — барон Эрик Вентрис
- Мэттью Риз — Гриффит и Блэйдд

## Разработка и производство
Курт Саттер объявил о начале работе над сериалом «Палач-бастард» в декабре 2013 года. После завершения работы над «Сынами анархии» Саттер начал писать сценарий пилотного эпизода нового шоу; было объявлено, что Кэти Сагал сыграет одну из главных ролей. Сценарий купил телеканал FX, и съёмки начались 23 марта 2015 года в Уэльсе с преимущественно британскими актёрами.
22 мая 2015 года телеканал официально заказал 10 эпизодов телесериала для запуска осенью.

## Эпизоды
| №  | Название                                                            | Режиссёр       | Автор сценария                             | Дата премьеры    | Зрители в США (млн) |
| -- | ------------------------------------------------------------------- | -------------- | ------------------------------------------ | ---------------- | ------------------- |
| 12 | «Pilot» «Пилот»                                                     | Пэрис Барклай  | Курт Саттер                                | 15 сентября 2015 | 2,11                |
| 3  | «Effigy / Ddelw» «Чучело»                                           | Пэрис Барклай  | Курт Саттер, Чарльз Мюррей и Николь Бити   | 22 сентября 2015 | 1,09                |
| 4  | «A Hunger / Newyn» «Голод»                                          | Киран Доннелли | Кёртис Гуинн                               | 29 сентября 2015 | 1,26                |
| 5  | «Piss Profit / Proffidwyr Troeth» «Дерьмовая выгода»                | Кари Скогланд  | Роберто Патино                             | 6 октября 2015   | 1,12                |
| 6  | «Thorns / Drain» «Престолы»                                         | Билли Джирхарт | Джон Барчески и Курт Саттер                | 13 октября 2015  | 0,94                |
| 7  | «Behold the Lamb / Gweled yr Oen» «Узреть агнца»                    | Эшли Вэй       | Карли Рэй и Курт Саттер                    | 20 октября 2015  | 0,83                |
| 8  | «Broken Things / Pethau Toredig» «Сломанные вещи»                   | Киран Доннелли | Райан Скотт и Курт Саттер                  | 3 ноября 2015    | 1,08                |
| 9  | «The Bernadette Maneuver / Cynllwyn Bernadette» «Манёвр Бернадетта» | Пэрис Барклай  | Роберто Патино, Кёртис Гуинн и Курт Саттер | 10 ноября 2015   | 0,82                |
| 10 | «Blood and Quiescence / Crau a Chwsg» «Кровь и покой»               | Эшли Вэй       | Курт Саттер                                | 17 ноября 2015   | 0,87                |